# Асхі (плато)
42°36′ пн. ш. 42°36′ сх. д. / 42.6° пн. ш. 42.6° сх. д.
42°35′00″ пн. ш. 42°30′00″ сх. д. / 42.583333333333° пн. ш. 42.5° сх. д.
Плато Асхі — це піднесена рівнина, найвищий карстовий масив Західної Грузії, висота 2519 метрів, розташований на території Грузії в Цаґерському і Мартвільському муніципалітетах (Нижня Сванетія і Верхня Сванетія).
Форма плато нагадує рибу. Плато Асхі починається на заході від ущелини річки Техурі і різко обривається на сході до річки Кверешуле і Цхенісцкалі. Являє собою платовидне нагір'я з тектогенними формами рельєфу. Північна сходинка являє собою западину Квібія (6 на 12 км) і плато Майдані (4 на 12 км), а південна сходинка складена синклінальними полями Турчу-Дідгамі та ерозійними каньйонами річок Цачхурі, Абаші, Окаце та ін.
Північна і східна межі масиву позначені високими (понад 300 м) прямовисними обривами. Простір вкрито рослинністю, характерною для альпійських лук.
Найвищою точкою масиву Асхі є вершина Гадрекіла (Цхвіндгула) заввишки 2519 м.
Площа масиву 450 км2, з них 120 км2 гірського голого і задернованого карсту.

## Гідрологія
Масив Асхі являє собою відокремлений карстовий масив з проявом відцентрового стоку. Карстові джерела приурочені до різних гідродинамічних зон і гіпсометричних рівнів, часом витікають з горизонтальних печерних галерей і утворюють водоспади заввишки 40 м (печера Тобі-1) і 105 м (печера Тобі-2 ім. А. Окроджанашвілі).
Води переважно кальцієво-гідрокарбонатні.

## Печери плато Асхі
На плато розвідано понад 140 порожнин. Печери переважно каменепадні й небезпечні для відвідування. У деяких печерах безліч скам'янілих коралів та інших морських мешканців.
Деяким печерам надано назви; так, є «печера Висоцького», «печера Мачульського», «печера Ніно» з колодязями й меандрами (розвідано 52 м) тощо.
За даними Інституту карстознавства і спелеології СРСР за 1973 рік на плато 38 колодязів і шахт, 41 субгоризонтальна печера. Сумарна довжина всіх досліджених порожнин становила 3409 м за сумарної глибини 1383 м.
Площа підлоги печер дорівнює 16 300 м², а об'єм порожнини 192 500 м³. Густота печер на масиві досягає 1064 на 100 км.
У деяких печерах виявлено антропогенні відклади, що містять залишки стоянок первісних людей (у печерах Джорцку, Цачхурі, Тоба-3, Бегела, Лесхулухе, Мотена тощо).
У деяких печерах протягом року зберігається від'ємна температура, що сприяє збереженню кріогенних відкладень.
Порівняно висока температура повітря (12,5—5,0 °С) й інші придатні екологічні умови сприяли заселенню цих підземних порожнин багатою печерною фауною. Деякі види є ендемічними для Кавказу.
Майже у всіх печерах мешкає Dolichpoda euxina Sem. У підземних потоках та водоймах мешкають бокоплави (Niphargus sp.). У багатьох печерах плато Асхі виявлено такі види підземної фауни: в печері Лесхулухе — Oligochaeta, Isopoda, Aranei; в печері Алкаріна — Ixodes vespentili onis тощо.

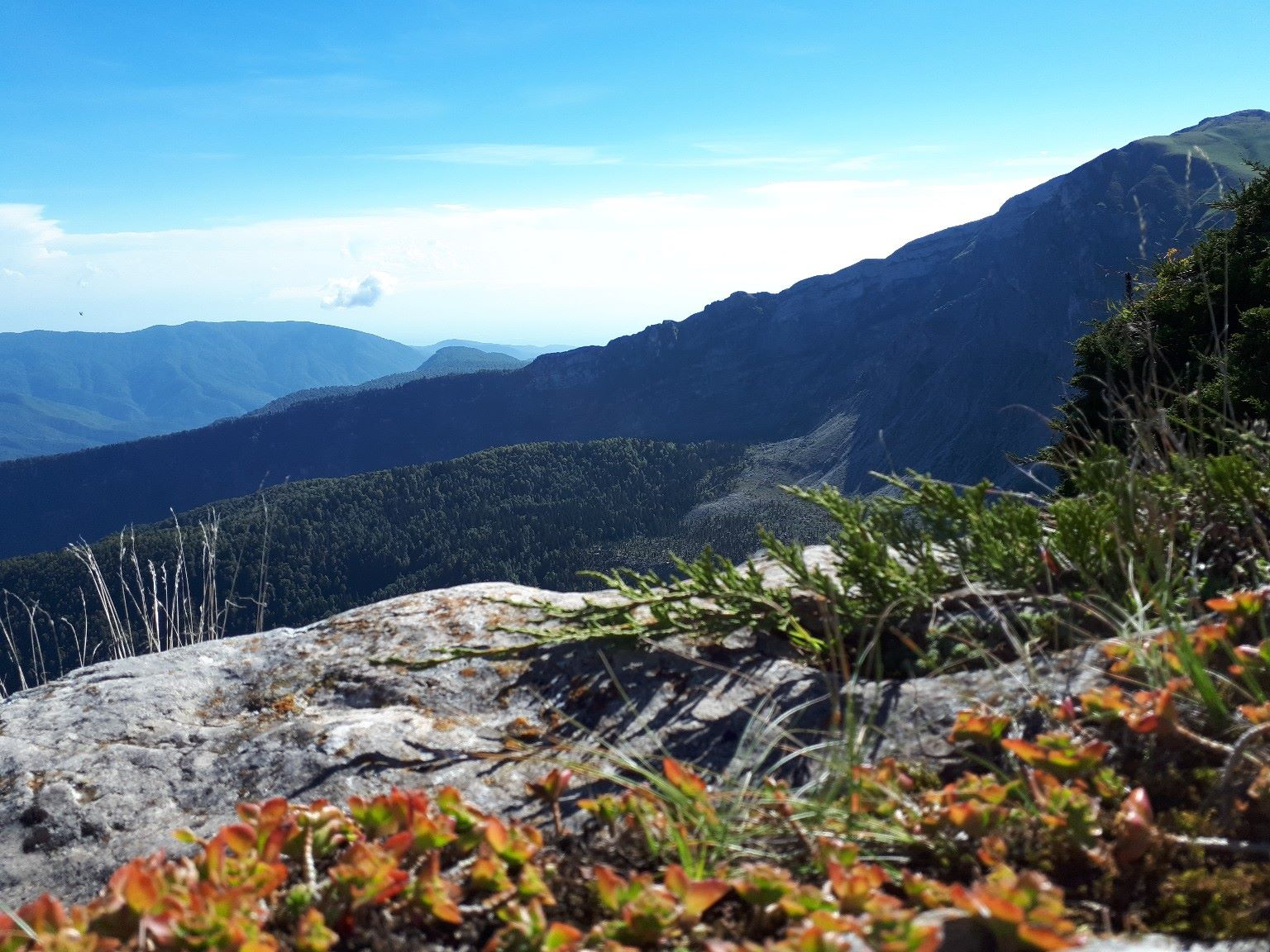
Плато Асхі

На південній межі плато лежать красиві Мартивільський каньйон і каньйон Окаце.
На плато можна потрапити з обладнаної в 2016 році ЄС екологічної стежки з села Зубі. Підйом займає близько 5 годин пішки і приблизно стільки ж на коні.
На плато гніздитися безліч великих птахів, тут багато сарн, ведмедів та інших мешканців. З плато відкриваються краєвиди на озера в районі Кулбакі, на гори великого Кавказу, а в ясну погоду можна бачити води Чорного моря.
За часів СРСР Хрущов М. С. планував використовувати ділянку плато Асхі як аеродром. Проте зроблено нічого не було.
Нині плато Асхі використовують жителі довколишніх сіл (Зубі, Окуреші, Кулбакі) для тривалого випасу корів і коней. Для цього на плато організовано стійбище у вигляді будиночка поруч з озером.
У цілому плато Асхі погано вивчено.
Плато Асхі належить до категорії особливо охоронюваних природних територій та охороняється законом Грузії.